# Bătălia de la Harran
Bătălia de la Harran a fost o importantă bătălie petrecută la câțiva ani după încheierea cu succes a primei Cruciade, la 7 mai 1104 lângă Harran (vechiul Carrhes), un oraș situat în apropiere de Edessa. Sa disputat între turcii selgiuczi și cruciații aflați în avansare, încheindu-se cu înfrângerea celor din urmă. Dacă cruciații ar fi câștigat această bătălie, drumul spre Mosul și eventual cel al Bagdadului ar fi fost deschis, dar această înfrângere marchează sfârșitul expansiunii creștine în Orient.

## Context
La începutul anilor 1100, cruciații se instalaseră ferm în Țara Sfântă și moartea sau capturarea principalilor șefi ai cruciaților nu au reușit să pună în pericol continuarea lor. Spre deosebire de emiratele musulmane, unde dispariția prințului însemna lupte de succesiune și de putere, în interiorul statelor latine din Orient, la moartea sau capturarea prințului, era desemnat în mod automat un succesor sau un regent.
În anul 1103, un război civil a zguduit dinastia selgiucidă, care se afla în plină anarhie. Sultanul Barkiaruk⁠(en)[traduceți], fiul lui Malik Șah I, șahul Persiei, din dinastia, se lupta cu toți ai lui pentru putere.
Profitând de această situație anarhică și confuză din lumea musulmană, Balduin al II-lea al Edessei, a decis să cucerească cetatea Harran, extrem de importantă din punct de vedere strategic. Dacă ar fi fost cucerită, ar fi deschis cruciaților drumul direct spre Mesopotamia. Drept urmare, Balduin a decis cucerirea orașului, alături Josselin de Courtenay sosind lângă fortăreață, în primăvara anului 1104, și, considerând o simplă blocadă a orașului va fi suficientă pentru a-l face să cadă în mâinile lor și nu au făcut ceea ce trebuia pentru a distruge fortificațiile dușmanului.
Pentru ajutor suplimentar, Balduin a căutat ajutor de la Boemund al Antiohiei și Tancred, prințul Galileii. Dând răspuns pozitiv chemării, Boemund și Tancred au pornit de la Antiohia spre Edessa, însoțiți în acțiunea lor de a cuceri Harranul de toți cavalerii cruciați cât și de milițiile Edessei, cca. trei mii de călăreți și șapte mii de infanteriști, cât și de Bernard de Valence, Patriarhul Antiohiei, Daimbert de Pisa, Patriarhul Ierusalimului și Benedict, arhiepiscopul Edessei.
Drept răspuns, selgiucizii, sub conducerea lui Jikirmiș, guvernatorul de Mosul cu trei mii de călăreți turci, arabi și kurzi, și Sukman⁠(en)[traduceți], conducătorul artuchizilor din Mardin cu șapte mii de călăreți turcomani, s-au adunat în zona râului Habur⁠(en)[traduceți]. În mai 1104, cei doi au atacat Edessa, pentru a distrage cruciații de la Harran, și a recupera orașul în timp ce creștinii erau angajați în altă parte. Cruciații, care intenționau să intre în posesia cetății, au plecat să întâlnească armata musulmană, după ce au aflat despre sosirea iminentă a acesteia.

## Desfășurarea luptei
Turcii a efectuat retrageri false în luptele preliminare în timp ce cruciații și-au continuat urmărirea spre sud, epuizându-și forțele pe parcurs. Cronicarul contemporan Matei de Edessa a menționat o urmărire de două zile în timp ce Ralph de Caen raportează trei zile.
Majoritatea istoricilor acceptă scripturile lui Albert de Aachen și Foucher de Chartres, care localizau bătălia pe câmpia, vizavi de orașul Raqqa, Raqqa fiind la aproximativ două zile distanță de Harran.
Balduin și Josselin au condus aripa stângă a armatei din Edessa, în timp ce Boemund și Tancred au comandat dreapta antiohiană. Ralph de Caen menționează că cruciații din Edessa au fost luați prin suprindere (probabil ambuscadă) fără să știe că turcii s-au întors să lupte, astfel încât „Balduin și Boemund au fost nevoiți să lupte fără armură”. 
În timpul luptei, trupele lui Balduin au fost complet încercuite, astfel că, armata din Edesa a fost complet distrusă sau capturată, precum și conducătorii lor cu Balduin și Josselin, ambii capturați de selgiucizi, după ce caii li s-au împotmolit încercând să traverseze râul Balih. Trupele antiohiene aflate în spate împreună cu Boemund, când au văzut retragerea trupelor scăpate de la dezastru ale armatei de la Edessa și deruta acestora, precum și faptul că erau urmărite îndeaproape de turci, au înțeles repede că lupta era pierdută și au profitat de întunericul nopții pentru a se retrage la rîndul lor și au reveni la Edessa. Cu toate acestea, Jikirmiș a capturat doar o mică cantitate de pradă, așa că la răpit pe Balduin din tabăra lui Sukman. Deși a fost plătită o răscumpărare, Josselin și Balduin nu au fost eliberați decât după 1108, respectiv 1109.

## Consecințe
Lupta a fost una dintre primele înfrângeri decisive ale cruciaților, cu consecințe grave asupra Principatului Antiohiei. Bizantinii au profitat de înfrângere pentru a-și impune pretențiile asupra Antiohiei și au recucerit Latakia și părți din Cilicia. Multe dintre orașele conduse de Antiohia s-au revoltat și au fost re-ocupate de forțele musulmane din Alep. Teritoriile armene s-au revoltat, de asemenea, în favoarea bizantinilor sau Armeniei Ciliciene. Mai mult, aceste evenimente l-au determinat Boemund să se întoarcă în Italia pentru a recruta mai multe trupe, lăsând-ul Tancred de Hauteville ca regent al Antiohiei.
Guillaume din Tir a menționat că nu a existat o bătălie mai dezastruoasă decât asta. Deși Antiohia sa recuperat în anul următor, împăratul bizantin Alexie I Comnenul a impus Tratatul de la Devol la Boemund, ceea ce ar fi făcut Antiohul un vasal al Imperiului dacă Tancred ar fi fost de acord cu acesta. Antiohia a fost din nou înfrântă la bătălia de la Ager Sanguinis în 1119; Edessa nu sa recuperat niciodată și a supraviețuit până în 1144, și numai din cauza diviziunilor dintre musulmani.
Cu toate acestea, învingătorii luptei nu au reușit la fel să-și exploateze victoria, pentru că au început imediat certurile pe prizonieri și s-au despărțit. Jekermiș a asediat Edessa, apărată de Tancred de Hauteville, care reușise să ajungă în oraș și să-l pună într-o stare de apărare. Aceasta i-a dat timp lui Boemund ca să ridice o armată în Antiohia și să se îndrepte spre Edessa, ca să-i ajute pe cruciați, forțându-l pe Jekermiș să ridice asediul cetății.